# Wolvega (stacja kolejowa)
Wolvega (ned: Station Wolvega) – stacja kolejowa w Wolvega, w prowincji Fryzja, w Holandii. Znajduje się na linii Arnhem – Leeuwarden. Budynek stacji, zaprojektowany przez architekta K.H. van Brederode, został zbudowany w 1865. Budynek należał do czwartej klasy i został otwarty w dniu 15 stycznia 1868 roku. W 1992 roku budynek został odrestaurowany.

## Linie kolejowe
- Arnhem – Leeuwarden